# چوی چونگ-مین
چوی چونگ-مین (انگلیسی: Choi Chung-min; ۳۰ اوت ۱۹۳۰ – ۸ دسامبر ۱۹۸۳) بازیکن و مربی فوتبال اهل کره جنوبی بود.
وی همچنین در تیم ملی فوتبال کره جنوبی بازی کرده‌است.
وی در مسابقات کشوری و بین‌المللی در مجموع برندهٔ ۲ مدال طلا، ۲ مدال نقره شده‌است.